# Spinimegopis morettoi
Spinimegopis morettoi là một loài bọ cánh cứng trong họ Cerambycidae.